# Нафтоль
Нафтоль —  водорастворимое концентрированное щелочное очищающее средство, для удаления нефтепродуктов (мазут, битум и др.) с различных поверхностей. Легко деэмульгируется т.е. не создает проблем для работы водо-масляных сепараторов. Не  содержит  фосфатов, полностью биоразлагаем (безопасен для окружающей среды). Взрыво-пожаробезопасен. Степень разведения водой до 1:20 в зависимости от степени загрязнения. Оптимальная рабочая температура 50ºС .